# Andromaque (ópera)
Andromaque (título original en francés; en español, Andrómaca) es una tragédie lyrique en tres actos, con música de André Grétry y libreto en francés de Louis-Guillaume Pitra, basado en la obra de Jean Racine Andromaque. Se estrenó en la Académie royale de Musique el 6 de junio de 1780. Es la única ópera de Grétry escrita en la forma de tragédie lyrique. 
En las estadísticas de Operabase aparece con sólo 3 representaciones en el período 2005-2010.

## Personajes
| Personajes             | Tesitura | Elenco del estreno, 6 de junio de 1780 |
| ---------------------- | -------- | -------------------------------------- |
| Andromaque (Andrómaca) | soprano  | Rosalie Levasseur                      |
| Pirro                  | tenor    | Joseph Legros                          |
| Hermione               | soprano  | Marie-Joséphine Laguerre               |
| Oreste (Orestes)       | barítono | Henri Larrivée                         |
| Phoenix                |          |                                        |

## Grabación
- Andromaque Karine Deshayes, Maria Riccarda Wesseling, Sébastien Guèze, Tassis Christoyannis, Coro y orquesta de Le Concert Spirituel, dirigido por Hervé Niquet (Glossa, 2010)